# اشلی کالوس
اشلی کالوس (به انگلیسی: Ashley Callus) (زادهٔ ۱۰ مارس ۱۹۷۹) شناگر اهل استرالیا است.